# پیت‌سرا
پیت سرا، روستایی است از توابع بخش مرکزی شهرستان سوادکوه در استان مازندران ایران.این روستا در زیره کوهه سرخل قرار دارد و در روز اول سال ۱۳۹۹ تکه هایی از سنگ بر روی مردمان این روستا آوار شد.مردمان این روستا همگی اصلیتشان به روستا کرمان(سوادکوه) باز می گردد و به نوعی ییلاقشان مربوط به این روستا بوده وقشلاقشان مربوط به روستای پیت سرا می شود و زندگی عشایری در گذشته داشته اند.

## جمعیت
این روستا در دهستان راستوپی قرار دارد و براساس سرشماری مرکز آمار ایران در سال ۱۳۸۵، جمعیت آن ۱۰۱ نفر (۲۸خانوار) بوده‌است.